# 2138 Swissair
A 2138 Swissair (ideiglenes jelöléssel 1968 HB) a Naprendszer kisbolygóövében található aszteroida. Paul Wild fedezte fel 1968. április 17-én.